# Franchini
António Franchini, ou simplesmente Franchini (Porto, 1959), é um pintor português, pertencente a uma geração tardia, motivada pela castração paterna e por culpa de um regime do Estado Novo. Teve uma ação artística e cívica intensa na década de 1970, culminando com o 25 de Abril. A partir daí, começa a sentir-se mais livre para exprimir a sua arte, tendo convivido com alguns dos atuais mestres da pintura e escultura portuguesa, que abrem a mente para a arte.[carece de fontes?]
Contudo, definitivamente, é marcado pela imposição de ser médico ou economista. Envereda pela Gestão de empresas e vive uma vida deprimente em que nunca se conseguiu realizar, pese embora ter chegado a Diretor  de uma instituição de crédito.[carece de fontes?]
A morte prematura de seu pai e um brutal acidente de viação faz com que a sua vida tomasse o rumo que deveria ter levado mais cedo. Reforma-se da banca e inicia o seu percurso artístico. Após um curso intensivo de desenho figurativo e um curso de cerâmica, começa a expor coletivamente. Jaime Isidoro presente numa das primeiras exposições coletivas augura-lhe um bom futuro. Recomeça a relacionar-se no meio das artes portuenses. Funda a sua primeira galeria, a Franchini'Galeria em Miguel Bombarda e de seguida, com quatro amigos, a AP'Arte Galería na mesma rua.[carece de fontes?]
Foi um dos sócios da Oficina 2000&5, um espaço dedicado à criação de projetos cerâmicos e escultóricos de autor. É membro da ANAP -Associação Nacional dos Artistas Plásticos de Portugal, foi Diretor Cultural para Portugal da APAP-SP Associação Profissional de artistas plásticos de São Paulo, actualmente é Diretor para Portugal da UP Arte -Brasil. É embaixador da NONViolence, um projeto criado por Yoko Ono, viuva de John Lennon. 
Neste momento divide-se pelos seus ateliers do Porto e de São Paulo, onde além de expor, também realiza curadorias.
Entrou em algumas Bienais, algumas das quais como convidado, e expõe regularmente em Portugal e no estrangeiro, em galerias, centros culturais e museus. 
Foi considerado artista internacional  do ano 2012 pela PubliTime Editora – São Paulo - Brasil, prémio entregue pelo curador da editora, o artista visual Fernando Durão.
O Prémio foi entregue no decorrer de um almoço no Clube Português de São Paulo.[carece de fontes?]
Tem ateliers nas cidades do Porto e São Paulo.

## Exposições

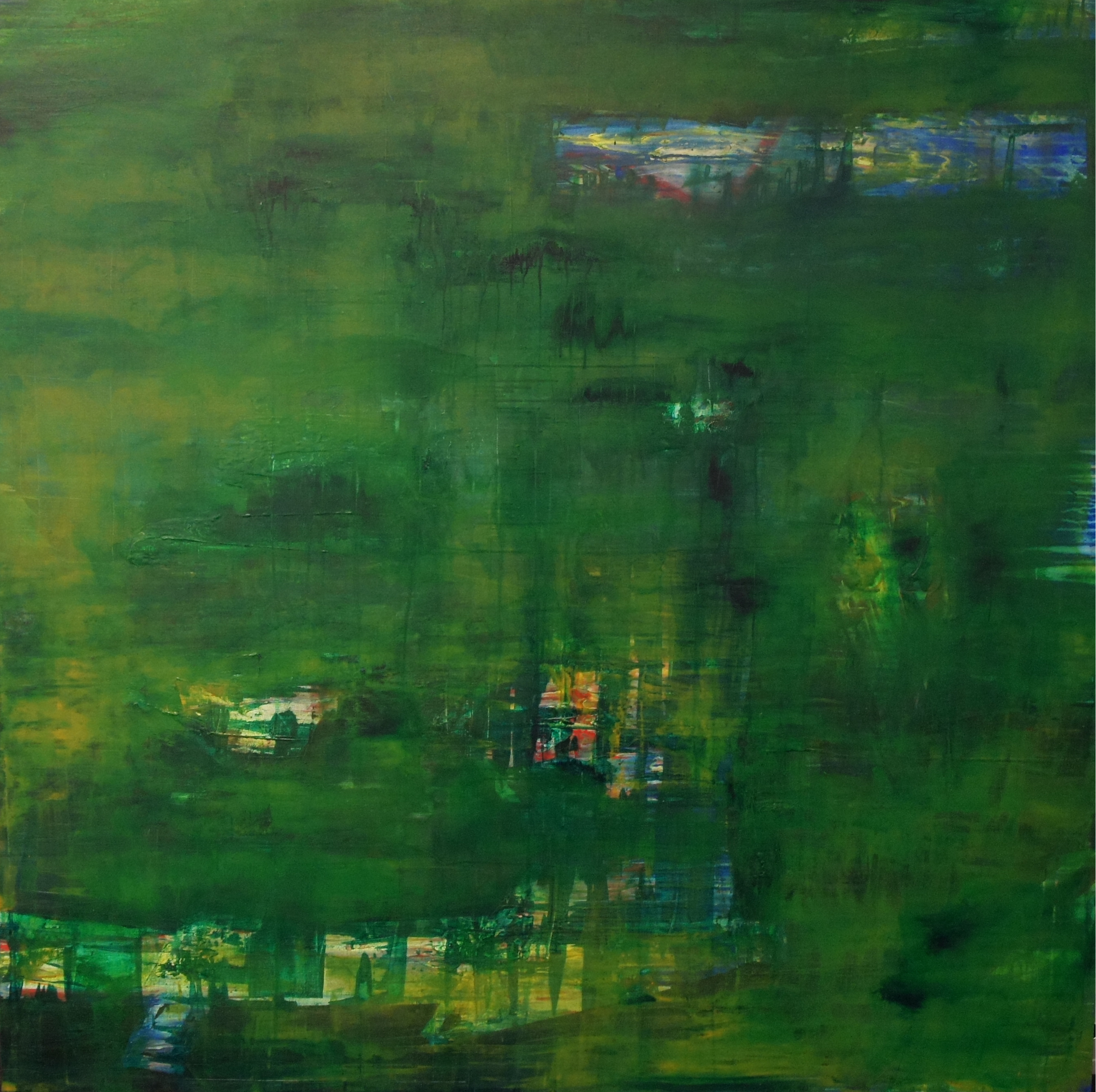
Obra de Franchini, 2010

1. "04+14=10 passado e presente da arte de Franchini | Exposição de pintura e cerâmica", Casa da Cultura Mestre José Rodrigues, Alfândega da Fé, Portugal - Fevereiro / Abril 2014 [3]
2. "Little Paintings, Big Stories. Here is Franchini 2014", Casa Barbot da Cultura, Vila Nova de Gaia, Portugal  - Janeiro / Fevereiro 2014 [4]
3. "Exposição Encontros – Portugal no Brasil x Brasil em Portugal", Memorial da América Latina, São Paulo, Brasil - Maio / Junho 2013 [5]
4. "Exposição 8+", Palacete dos Leões, Curitiba, Brasil - Maio 2013 [6]
5. "Exposição de Arte e Design", Galeria Municipal de Arte de Barcelos, Barcelos, Portugal - Abril / Julho 2012 [7]